# Michał Dadlez (polonista)

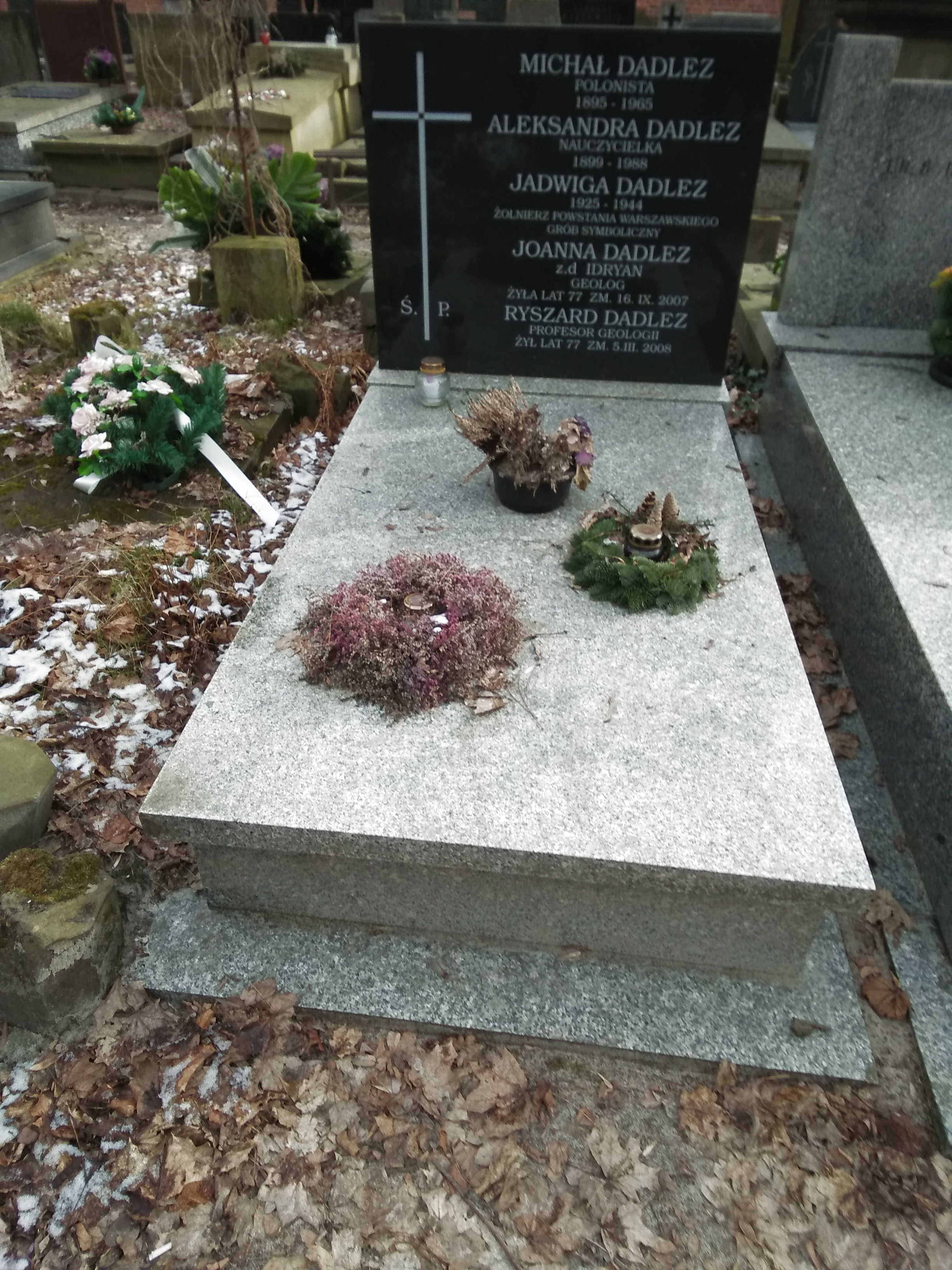
Grób Michała Dadleza na cmentarzu Powązkowskim

Michał Antoni Dadlez, ps. „Bogoria”, „Andrzej” (ur. 4 stycznia 1895 w Rawie Ruskiej, zm. 11 czerwca 1965 w Warszawie) – doktor polonistyki, historyk polskiej literatury, poeta, nauczyciel. 

## Życiorys
Urodził się 4 stycznia 1895 w Rawie Ruskiej. Był synem dr. Juliana Dadleza (nauczyciel i działacz oświatowy w Rawie Ruskiej, oficer c. i k. armii) i Pauliny z domu Świątkiewicz (przewodnicząca koła TSL w Rawie Ruskiej). Jego rodzeństwem byli: Józef, Julian (1893–1979), oficer, malarz, Ola (po mężu Stasiniewicz), Paulina (po mężu Stasiniewicz). W 1913 zdał maturę w Prywatnym Gimnazjum im. Adama Mickiewicza we Lwowie. 
Od sierpnia 1914 był żołnierzem II Brygady Legionów Polskich. Od 29 października 1914 w niewoli rosyjskiej (w Turkmenistanie), z której zbiegł 9 marca 1918 do Moskwy. Następnie od 2 maja 1918 służył w II Korpusie Polskim na Wschodzie. Uczestniczył w bitwie pod Kaniowem, w której dostał się do niewoli niemieckiej. W 1920 działał jako korespondent wojenny podczas wojny polsko-bolszewickiej.
Absolwent Wydziału Filologii Polskiej Uniwersytetu Warszawskiego – w 1923 uzyskał doktorat. W Państwowym Gimnazjum i Liceum Ogólnokształcącym w Ciechanowie pracował  jako nauczyciel języka polskiego od 1923 r., a od 1929 r. był dyrektorem szkoły. W 1933 r. przeniósł się do Warszawy, przechodząc na stanowisko dyrektora Gimnazjum i Liceum im.A. Mickiewicza. Funkcję tę pełnił do wybuchu wojny.
Podczas okupacji hitlerowskiej nauczał na tajnych kompletach. Był uczestnikiem powstania warszawskiego, w Armii Krajowej Grupa Bojowa „Krybar” - Referat Biuro Informacji i Propagandy. Ciężko ranny w walkach. Wyjechał z Warszawy z rannymi.
Po wojnie był wizytatorem w Kuratorium Okręgu Szkolnego Warszawskiego, a także dyrektorem Gimnazjum im. Adama Mickiewicza w Warszawie.
Od 25 stycznia 1925 był mężem Aleksandry z Kurków (1899–1988). Miał córkę Jadwigę (1925–1944), studentkę tajnej polonistyki, łączniczkę batalionu „Kiliński”, poległą w powstaniu warszawskim, oraz syna Ryszarda, profesora geologii.
Spoczywa na cmentarzu Powązkowskim w Warszawie (kwatera 243-4-18).

## Ordery i odznaczenia
- Krzyż Niepodległości (3 czerwca 1933)[11]
- Złoty Krzyż Zasługi[1]
- Medal Pamiątkowy za Wojnę 1918–1921[1]